# Черкијера (Бергамо)
Черкијера је насеље у Италији у округу Бергамо, региону Ломбардија.
Према процени из 2011. у насељу је живело 465 становника. Насеље се налази на надморској висини од 284 м.